# Krigsåret 1755

## Pågående krig
- Korsikanska upproret (1755-1769)[1]

- Sjuårskriget (Fransk-indianska kriget) (1755-1763)[2]
  - Storbritannien, Preussen, Hannover, Braunschweig, Hessen-Kassel och Irokeserna på ena sidan
  - Frankrike, Österrike, Sachsen, Ryssland, Sverige, Spanien, Neapel och Piedmont-Sardinien på andra sidan

### Fotnoter
1. ↑  ”WHKMLA”. http://www.zum.de/whkmla/military/18cen/corsica17551769.html. Läst 30 juni 2011.
2. ↑  ”World Statesmen”. http://www.worldstatesmen.org/WARS.html. Läst 28 juni 2011.